# Manoir des Gens d'armes
Le manoir des Gens d'armes, également appelé manoir de Nollent ou manoir de la Talbotière, est un manoir de la première Renaissance française situé à Caen, dans la région française de Normandie. Il est classé au titre des monuments historiques depuis 1862.

## Localisation
Le manoir est construit au nord de la rue Basse (ancien chemin de Colombelles). Il se situe dans la vallée de l'Orne en contrebas de l'ancien village de Calix, dépendant de Bourg-l'Abbesse. Il se trouvait à l'origine au nord d'un méandre du fleuve avant sa canalisation à la fin du XVIIIe siècle. Depuis le percement du canal de Caen à la mer au XIXe siècle, il se trouve à proximité de ce dernier. Le manoir reste entouré par un environnement encore largement rural jusqu'au milieu du XXe siècle. Il est par la suite intégré à l'espace urbain.

## Histoire
Le manoir est connu à l'origine sous le nom de « manoir de la Talbotière » du nom d'une terre qui appartenait à la fin du XIIIe siècle à Alexandre de Couvre-chef, seigneur de Cresserons. Il y fait construire un premier manoir nommé « des Talbotières ». Il échoit en 1436 à Jean de Couvrechef, marié avec Perrette Bertran qui lui donne une fille, Guillemine. En 1487, il donne la terre et son manoir en dot à sa fille lors de son mariage avec Philippe de Nollent, seigneur de Saint-Contest et avocat du roi à Caen. Leur fils, Gérard, en hérite et fait édifier un nouveau manoir qu'il place sous la devise « Amor vincit Mortem ». La date exacte de construction n'est pas connue, mais l'abbé de la Rue estime qu'elle s'est déroulée entre le règne de Louis XII et le début de celui de François Ier. Gérard épouse en secondes noces Marguerite de Clinchamps. En 1571, le manoir échoit à Philippe de Nollent et à son épouse, Michelle d'Harcourt.
En 1619, l'édifice passe dans les mains de François Le Révérend, écuyer, sieur de Calix puis dans celles de son frère héritier, Michel, sieur de Bougy et reste dans cette famille.
Aux XVIIIe siècle et XIXe siècle, le manoir a une vocation agricole et une ferme est installée sur l'emplacement du mur hémicycle du jardin clos. Eugène Liot, ancien juge de paix de Caen, en décrit la composition en 1891 : elle comporte une porcherie, deux étables et un magasin. Le jardin sert de basse-cour et la maison d'habitation, « réparée », garde de son ancien état la tourelle carrée, « une frise formée de feuillages et deux médaillons ». L'auteur constate la disparition des deux hommes en armes qui figuraient sur les gravures faites du manoir au siècle précédent et de l'une des deux gargouilles de la tour ouest.
Le manoir est classé au titre des monuments historiques par liste de 1862. À la fin du XIXe siècle, le manoir fait l'objet d'une restauration.
Dans les années 1930, le manoir abrite une cidrerie. Au lendemain de la libération de Caen, une cité d'urgence, composée de baraquements en bois, destinée à abriter une cinquantaine de familles à la rue, est provisoirement établie à proximité immédiate du manoir, dans le verger de la ferme. Ces logements d'urgence font place dans les années 1970 à des immeubles collectifs qui se dressent à l'arrière du manoir.
Les bâtiments sont dévolus pour partie à la Ville de Caen (maison d'habitation) et pour l'autre à l'État, ministère de la culture (tours et enceinte) qui y loge les services de la Conservation régionale des Antiquités préhistoriques jusqu'à leur intégration dans le Service régional de l'archéologie de la Direction régionale des affaires culturelles de Basse-Normandie. Durant cette période, le manoir abrite un dépôt lapidaire.
Au début des années 1980, le manoir fait l'objet d'une nouvelle campagne de restauration. Les éléments sculptés, très endommagés, sont déposés pour permettre leur conservation.
Au début des années 2000, le manoir, acquis par la Région de Normandie, est affecté à l'ancien Centre régional de culture ethnologique et technique (CRéCET).
Le 4 novembre 2014, la collectivité régionale vend le bien à des particuliers.

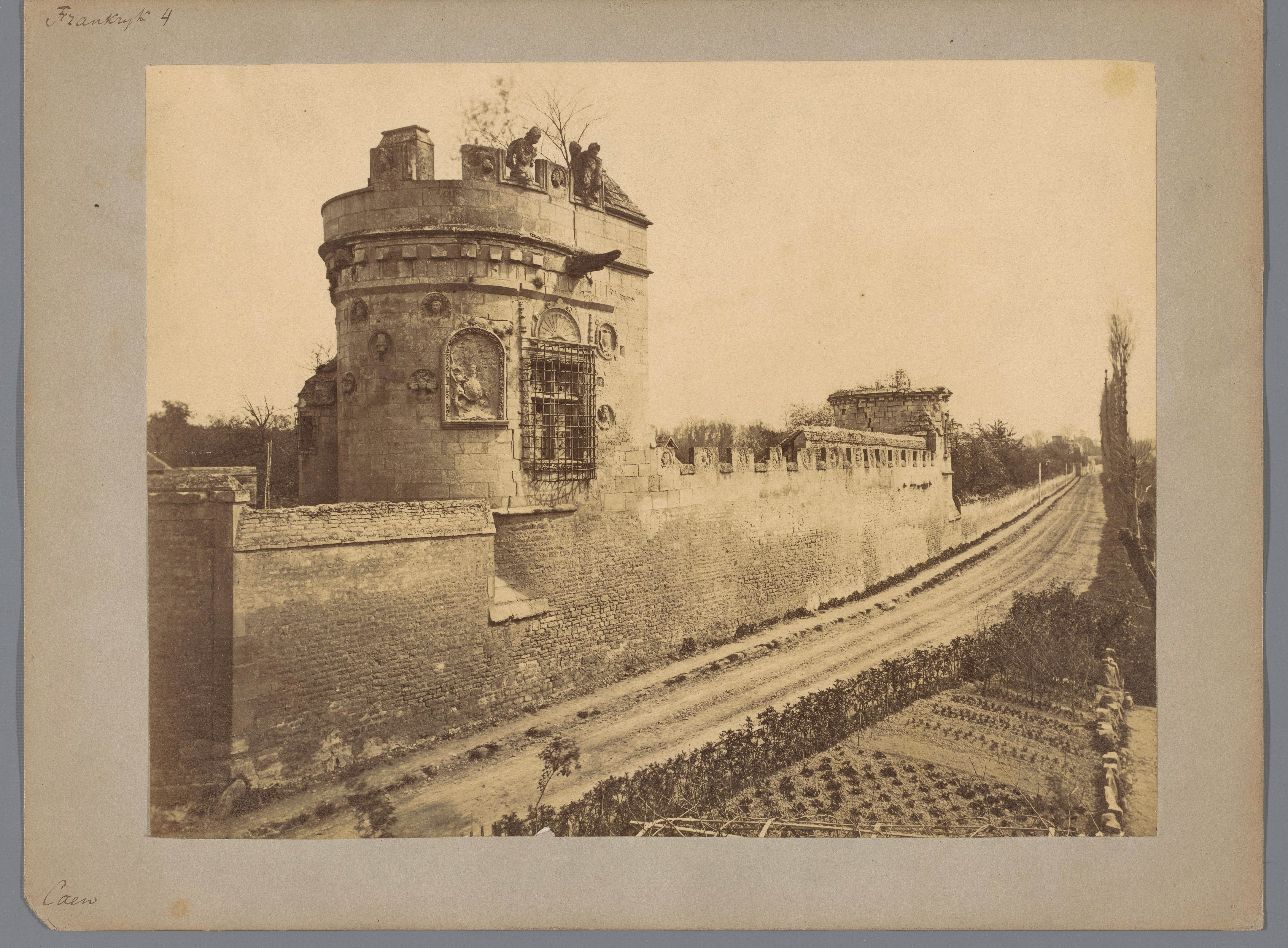
Le manoir avant sa restauration à la fin du XIXe siècle.
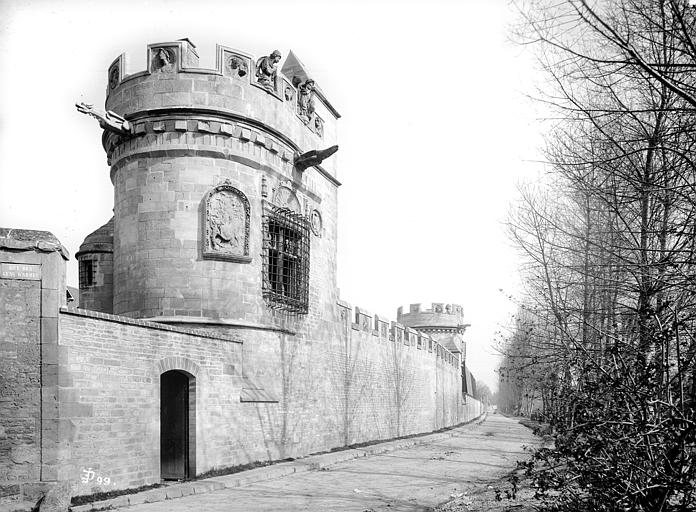
Le manoir en 1899, après restauration.

## Architecture
Selon le plan de François Bignon daté de 1672, le manoir comprend à l'origine une enceinte fortifiée avec quatre tours, le mur nord formant un hémicycle, . Au centre, se trouvait le logis, . L'ensemble est construit en pierre de Caen. Seules les deux tours au sud reliées par une muraille et le logis, remanié, subsistent. Les médaillons ornant les tours, la muraille et le logis, en grande partie déposés pour permettre leur conservation, forment un ensemble pictural remarquable.

### La tour ouest
La tour ouest est flanquée d'une tourelle côté cour. Sur sa plate-forme, sont érigées deux statues représentant des hommes en armes dans une « attitude guerrière » qui « paraissent vouloir défendre l'entrée du logis, ce qui a fait donner à la maison le nom de Manoir des gendarmes ». La tour ne possède qu'une seule fenêtre avec chambranle. Se trouvent d'un côté de cette grande fenêtre un écusson non blasonné au pied duquel est sculptée une salamandre, symbole de François Ier, et de l’autre le reste de l'écusson des Nollent soutenu par deux griffons, .
Trois gargouilles ornaient la partie haute de la tour. Au XIXe siècle, seule la gargouille donnant sur la rue Basse subsistait, . Les autres gargouilles sont rétablies lors de la campagne de restauration de la fin du XIXe siècle. 
Elles sont protégées à partir de la fin des années 2000 par des coffrets, puis sont déposées en 2016 pour éviter leur chute.

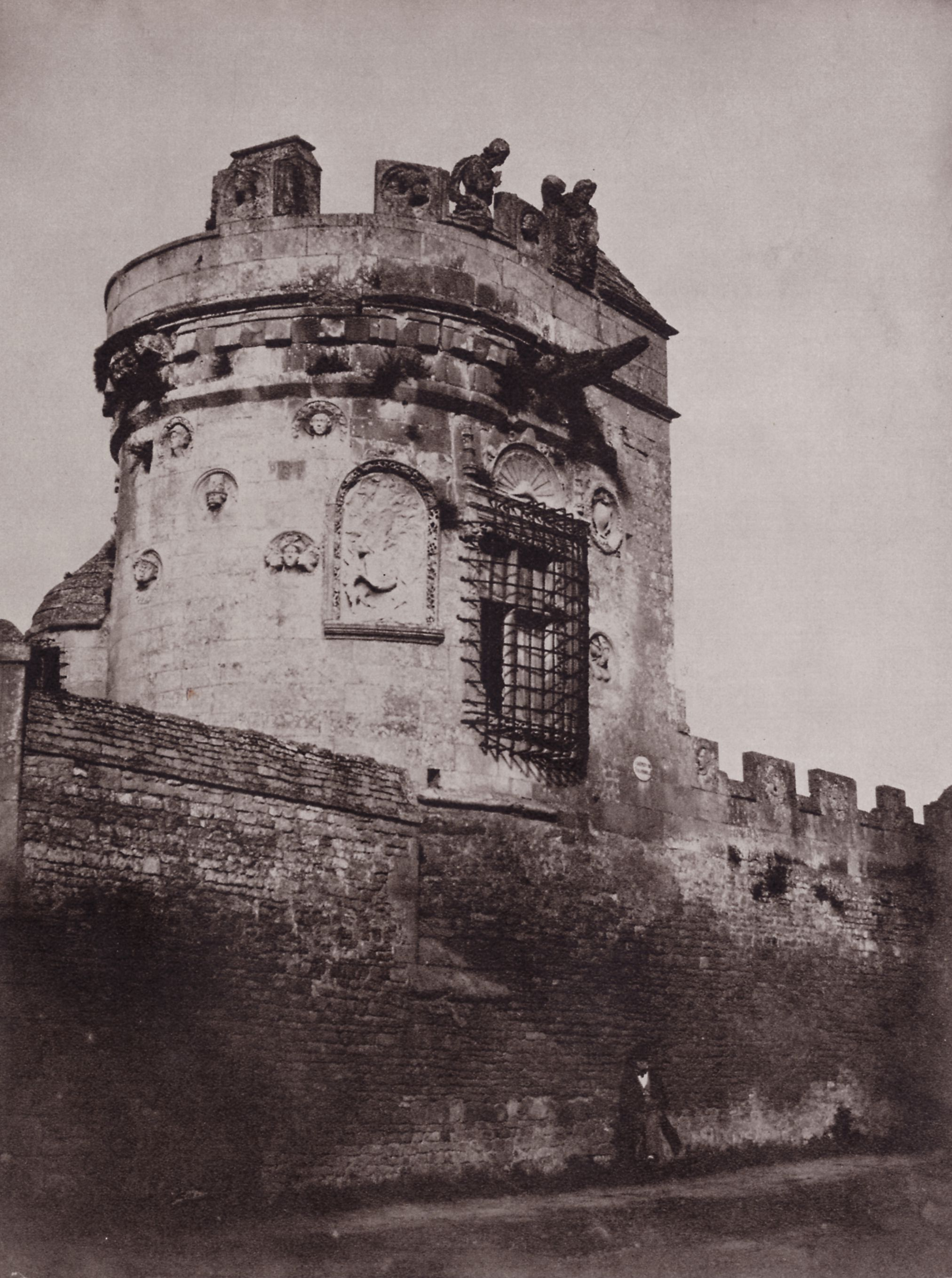
La tour ouest en 1861, avant la restauration de la fin du XIXe siècle.
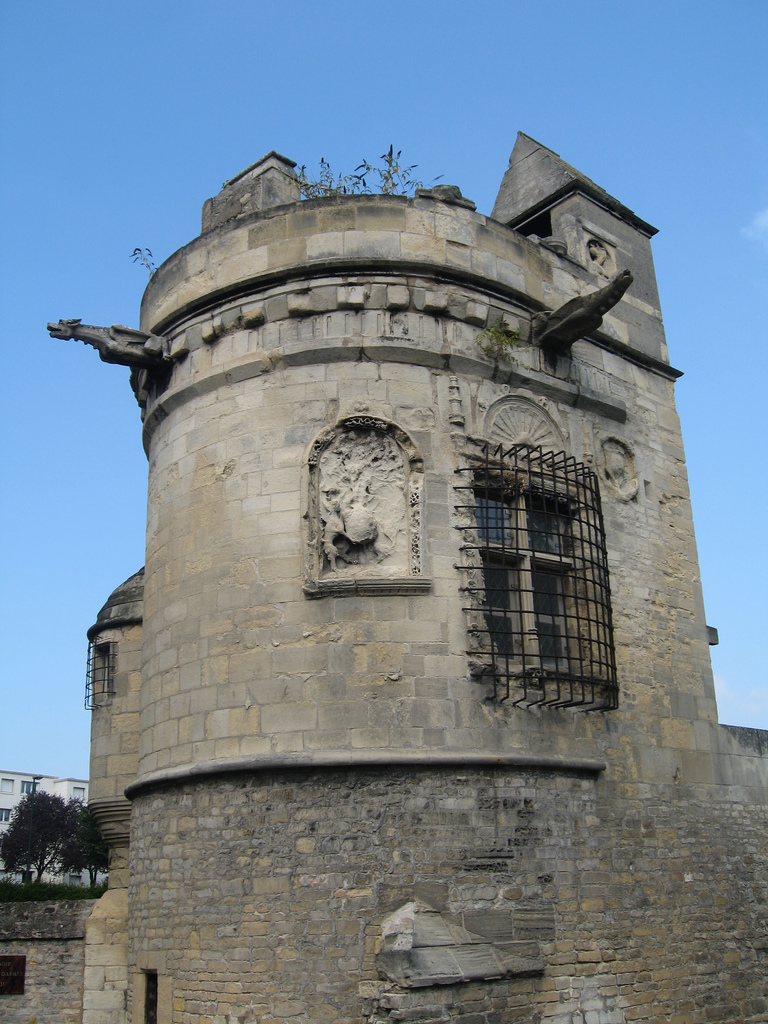
La tour ouest en 2008, après la restauration des années 1980 (mais avant la dépose des gargouilles).
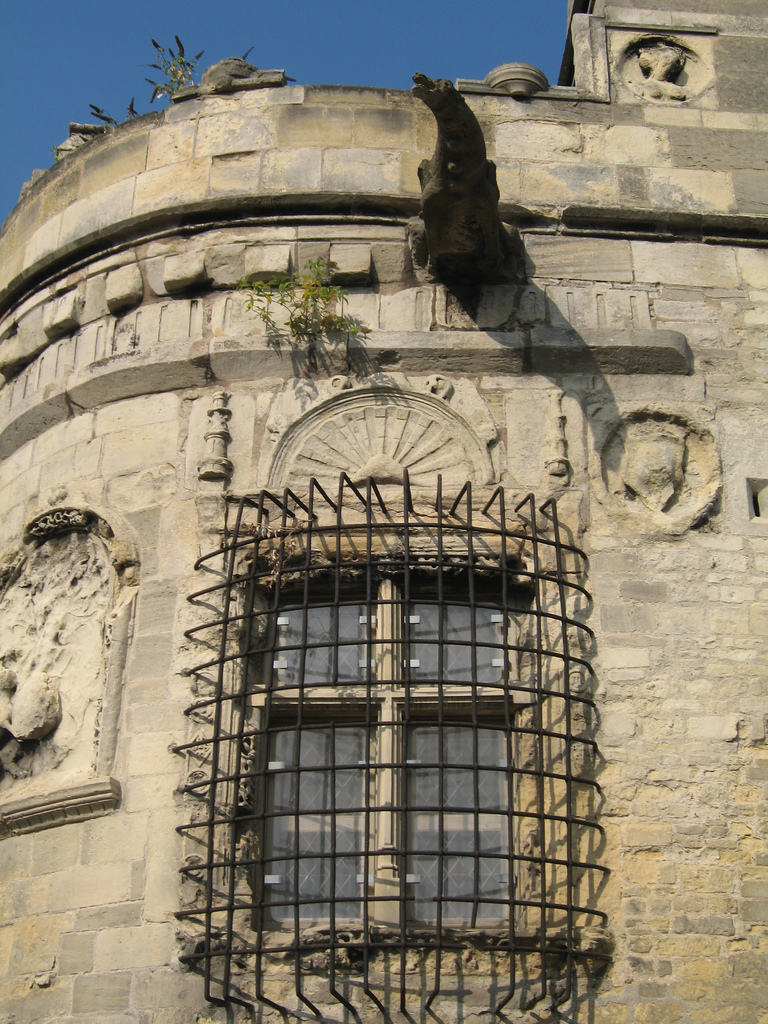
Détail de la tour depuis la rue Basse en 2008.
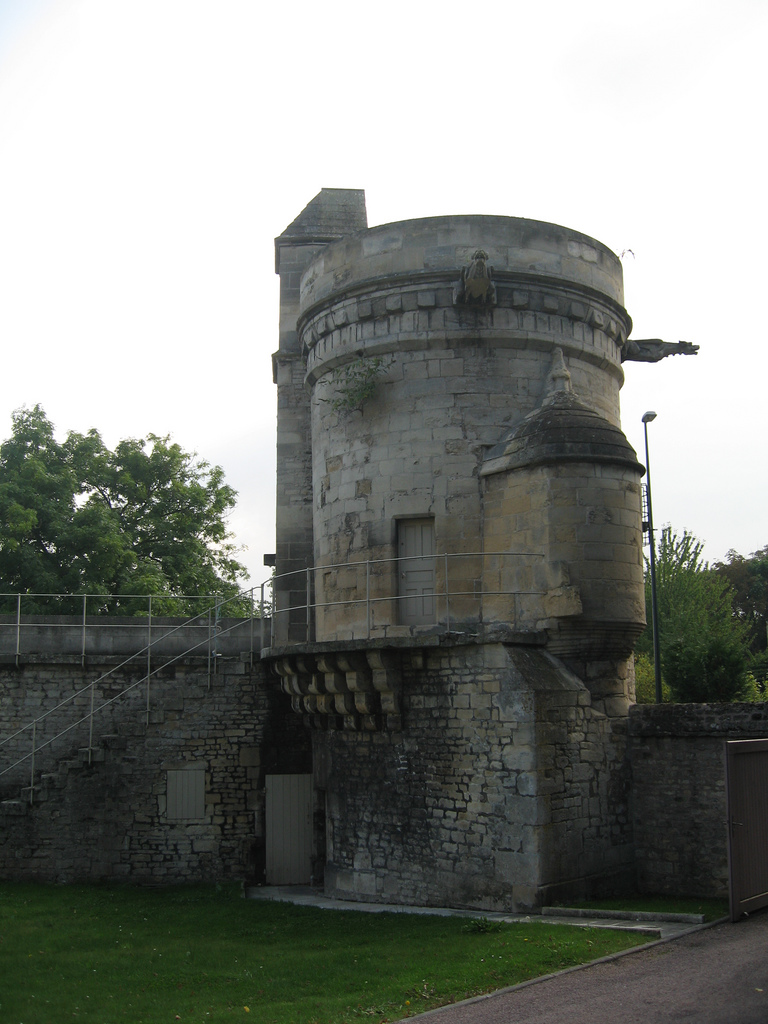
La tour depuis la cour du manoir en 2008.

### La tour est
La tour est est plus petite que la tour ouest. Elle s'est en partie effondrée et a été restaurée par la suite. Elle était également ornée de deux statues et de gargouilles, aujourd'hui déposée.

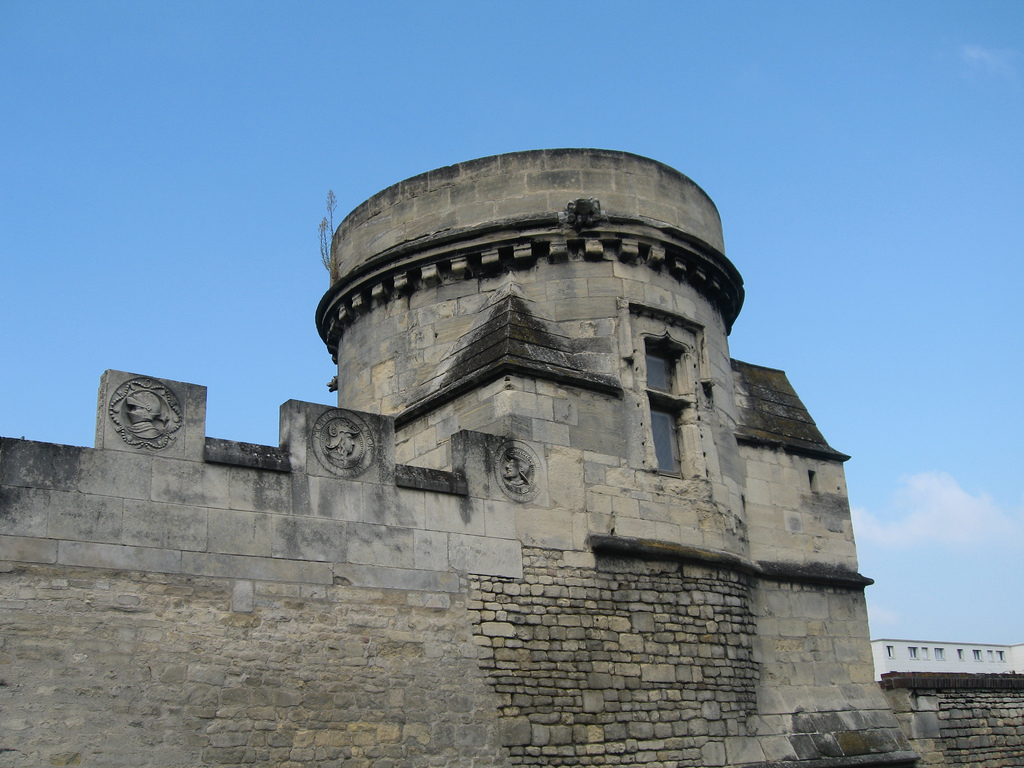
La tour depuis la rue Basse en 2008.
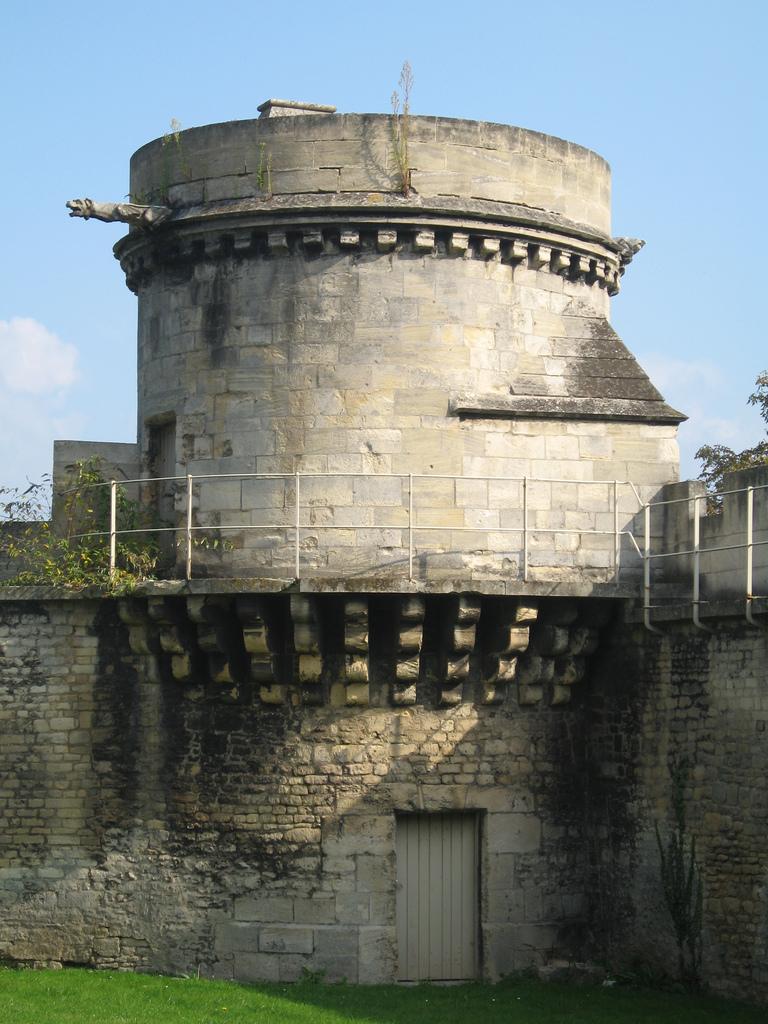
La tour depuis la cour du manoir en 2008.

### La muraille
Seul le mur sud le long de la rue Basse existe encore. À l'origine entièrement crénelée, la muraille donnait au manoir son allure de petit château fortifié. Les melons étaient ornés de médaillons. Seuls deux créneaux ont été conservés, les autres ayant été déposés lors de la campagne de restauration des années 1980.

### Le logis
Le logis a été reconstruit dans le style Louis XIII. Au premier étage, se trouvait une belle porte en bois du XVIe siècle, avec dans sa partie supérieure une riche décoration formée de ceps de vigne chargés de fruits et de feuillages. Elle a été transportée [Quand ?] dans le musée de la maison de la Reine Bérengère.

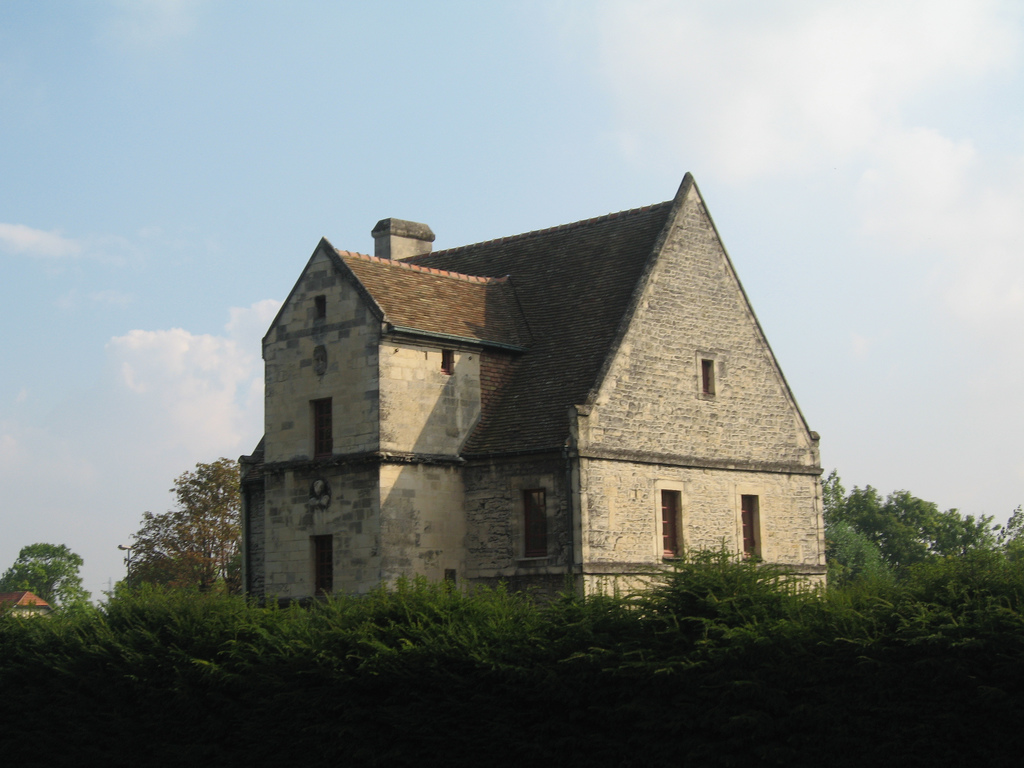
Depuis la rue Saint-Malo.
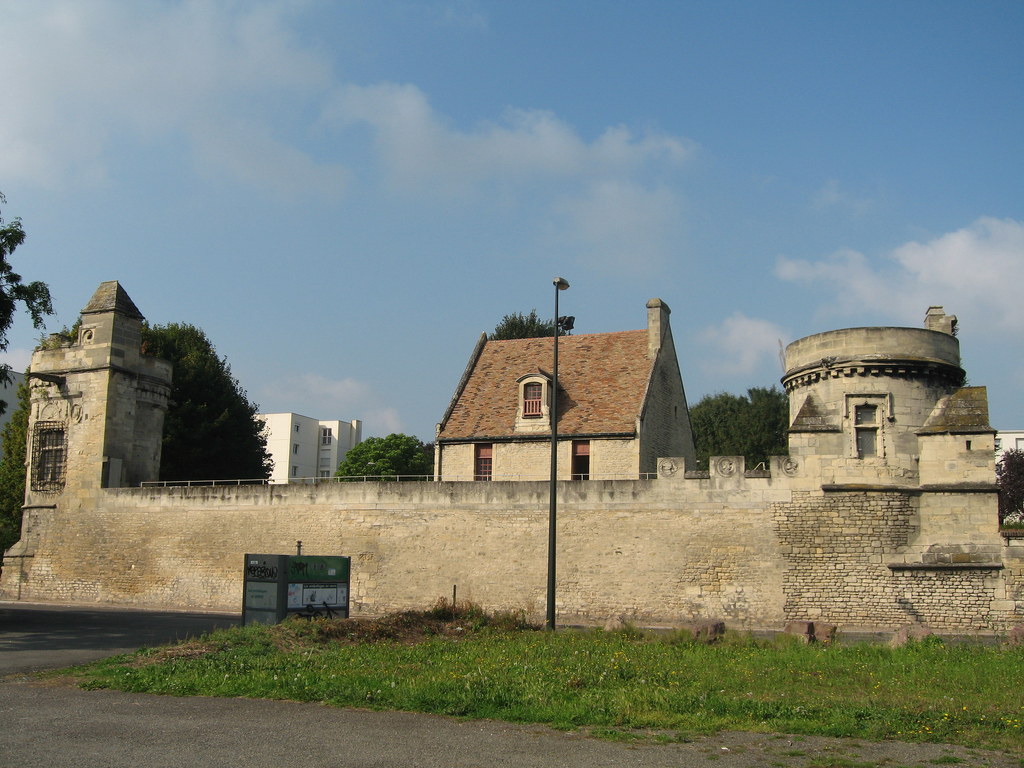
Depuis la rue Basse.

### Les médaillons
Le manoir possédait au total trente-sept médaillons : quatorze dans la muraille en courtine, quinze sur la tour ouest et huit sur le logis. Ces médaillons sont encadrés en chapeau de triomphe.
Arcisse de Caumont signale dans sa Statistique monumentale du Calvados que certains médaillons portent des légendes qu'il a rapprochées, pour le style et le contenu, des légendes des quatre médaillons d'une maison en pierre de la Renaissance située au 17, rue de Geôle, . Ces médaillons représentent des hommes et/ou femmes, de face ou de profil, antiques ou modernes.
Sur la courtine, les médaillons sont disposés de telle manière que les représentations d'hommes font face à celles des femmes. Un seul médaillon représente une femme sans homme en regard. Ce médallion est accompagné de l'inscription PUDICICIA VINCIT AMOREM (« La chasteté est plus forte que l'amour »), empruntée aux  Triomphes de Pétrarque, . Deux autres médaillons étaient ornés de devises ayant trait à l'amour extraites des  Triomphes : AMOR VINCIT MORTEM (« L'amour est plus fort que la mort ») autour de la tête d'une femme et MORS VINCIT PUDICICIAM (« La mort est plus forte que la chasteté ») autour de la tête d'un homme, .
Cet ensemble de médaillons pourrait donc représenter une allégorie amoureuse. D'autres historiens de l'art, comme Théodore de Jolimont, les interprètent plutôt comme des figures d'empereur et de divers personnages historiques.
L'un des médaillons de la tour ouest représente une femme entourée par deux hommes. Arcisse de Caumont relève que ce médaillon porte l'inscription « C'EST MA DORICHE ET AMIE ». Il a donc été interprété comme une représentation de Dorica, une courtisane célèbre de l'Antiquité, célébrée par Strabon. Cette lecture a toutefois été contestée par Guillaume-Stanislas Trébutien qui lit NORICHE et non DORICHE, .
Sur un meneau plus grand que les autres, est représenté un personnage tricéphale avec l'inscription IANUS, bien que Janus est censé être bicéphale.
Au début du XIXe siècle, la tour avait perdu la presque totalité de ses merlons et les médaillons sculptés qui correspondaient semblent avoir été réemployés en incrustation dans les maçonneries des deux tours. Après son classement en 1862, le manoir fait l'objet d'une restauration d'ensemble qui a permis de remettre en place ces médaillons. Des moulages de neufs médaillons ont été réalisés pour le compte du musée de la sculture comparée,  et font aujourd'hui partie des collections de la Cité de l'architecture et du patrimoine. Lors de l'une des restaurations de l'édifice en 1980, une grande partie des médaillons et les statues de la tour ouest, très endommagés par les conditions climatiques et la pollution, ont été déposés dans la collection lapidaire gérée par le musée de Normandie, .

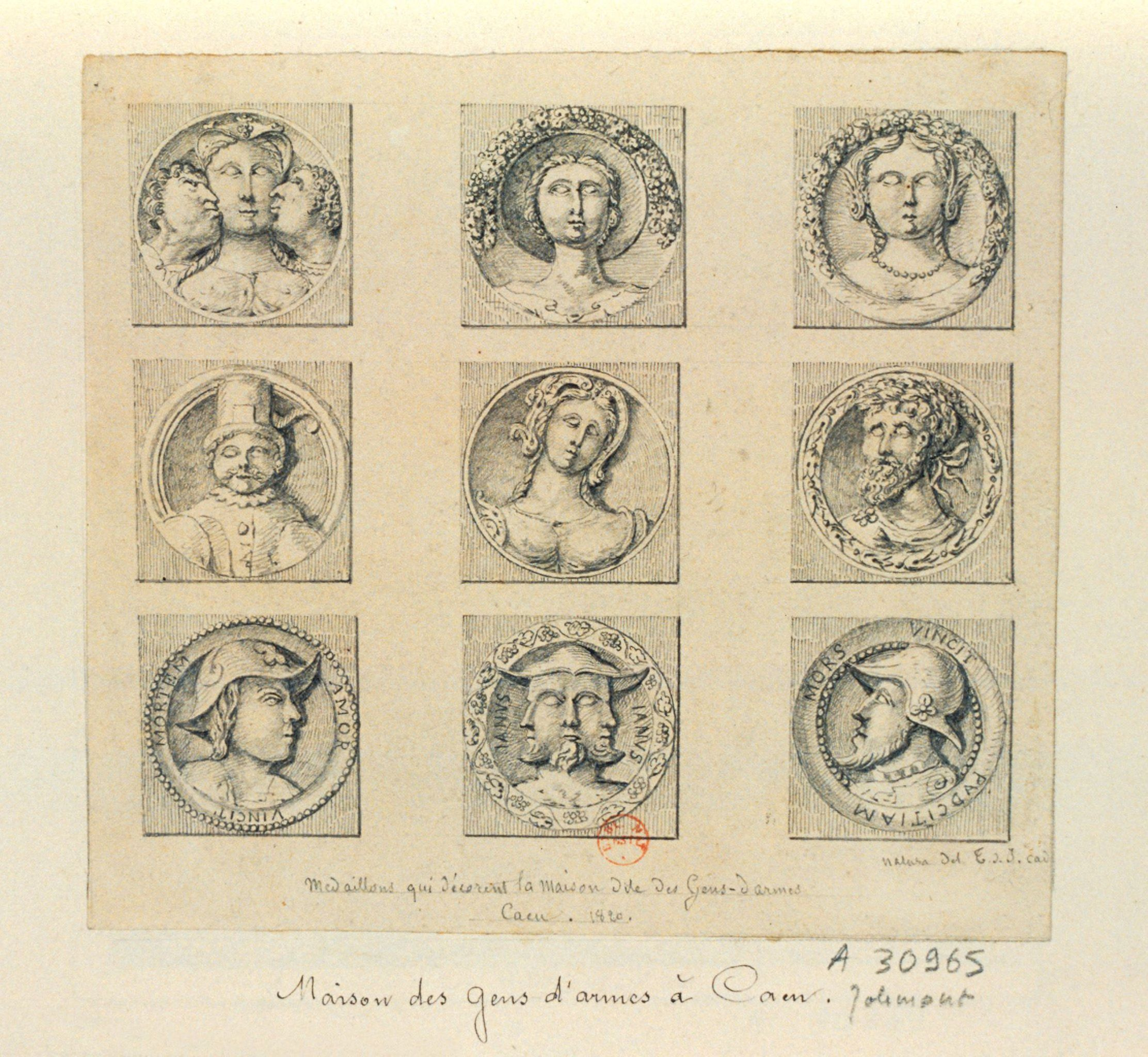
Dessin par Théodore Basset de Jolimont.
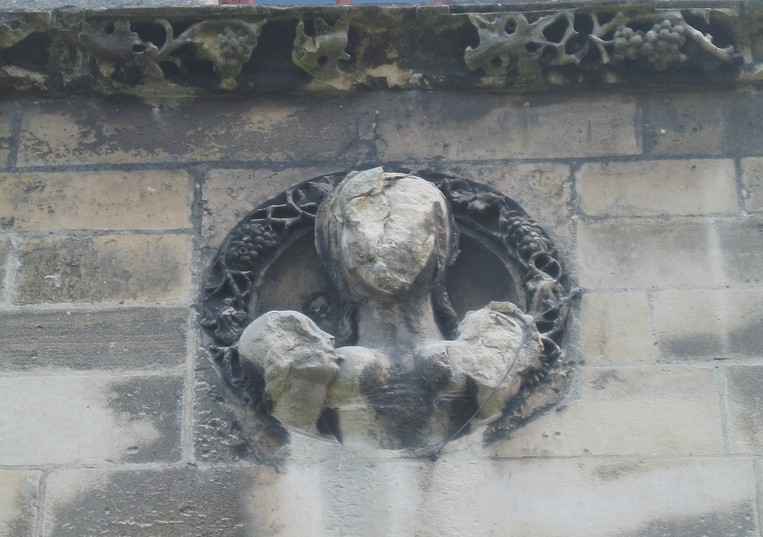
Détails.
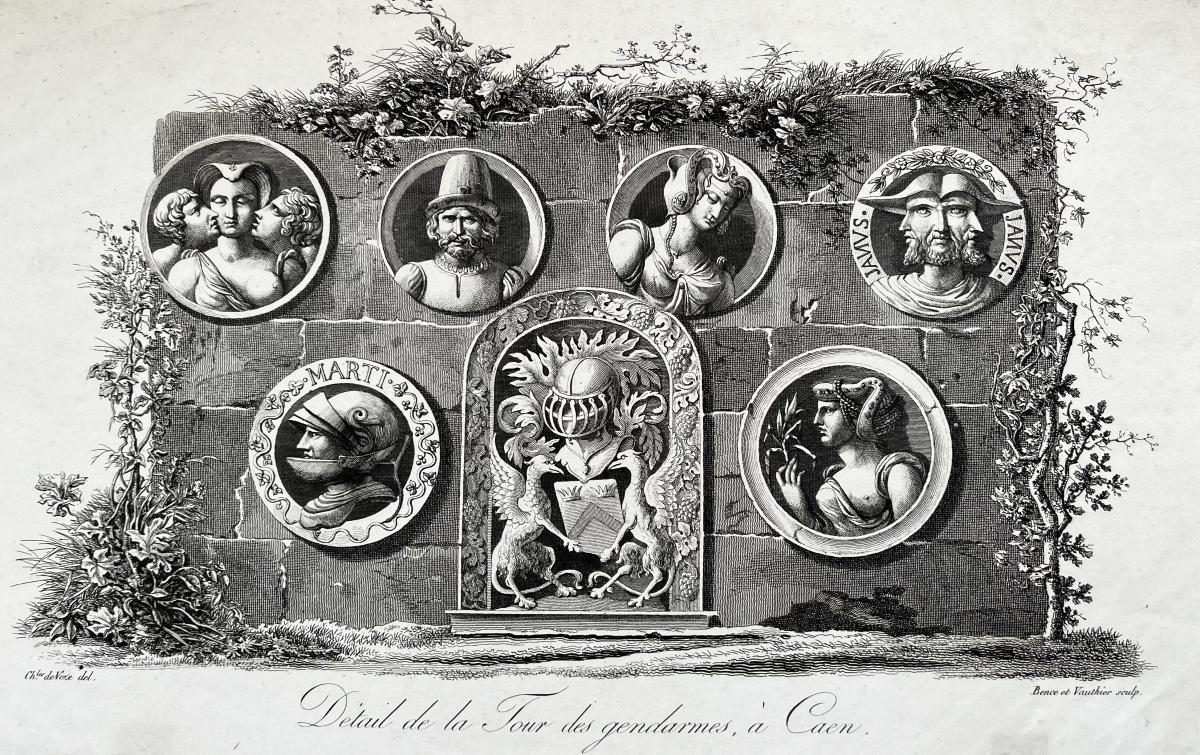
Lithographie.
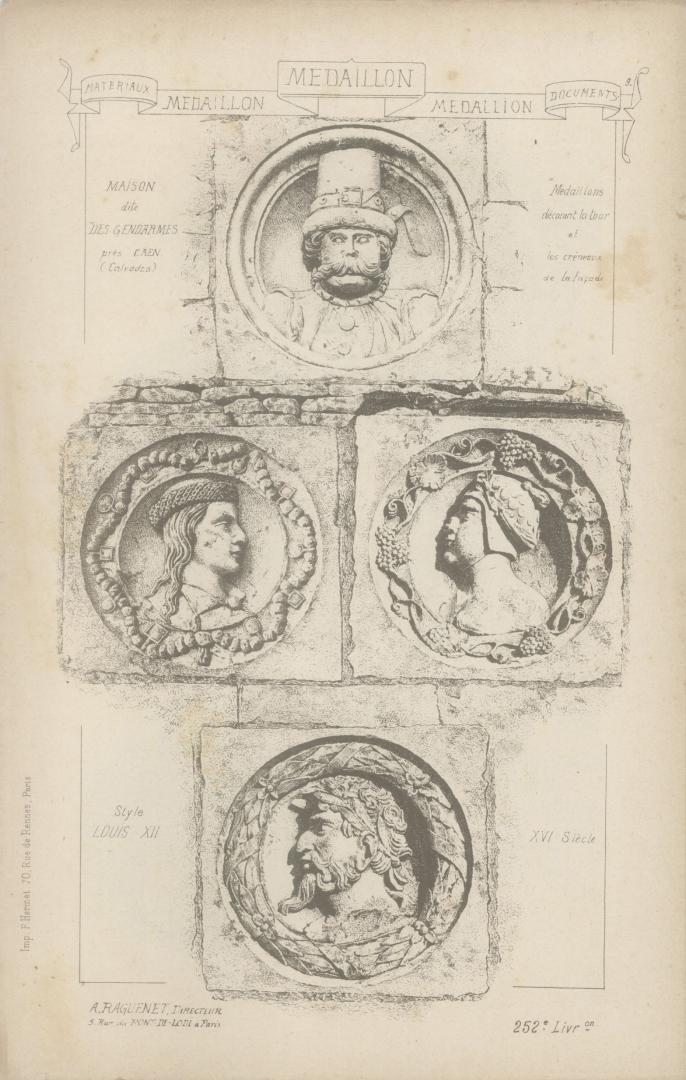
Médaillons 1.
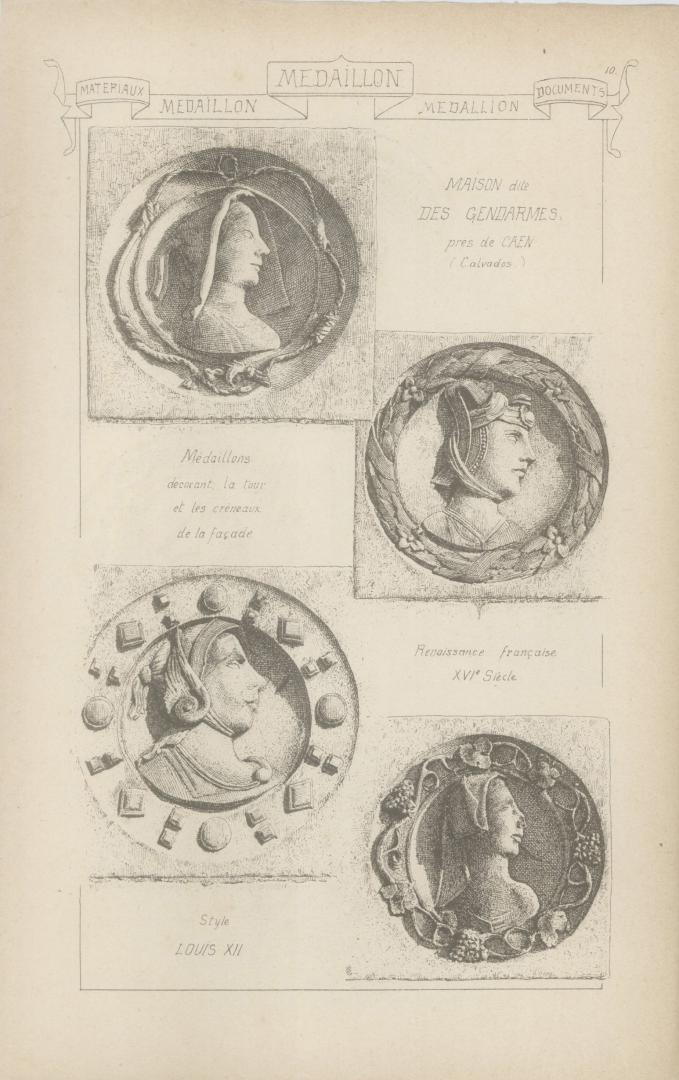
Médaillons 2.
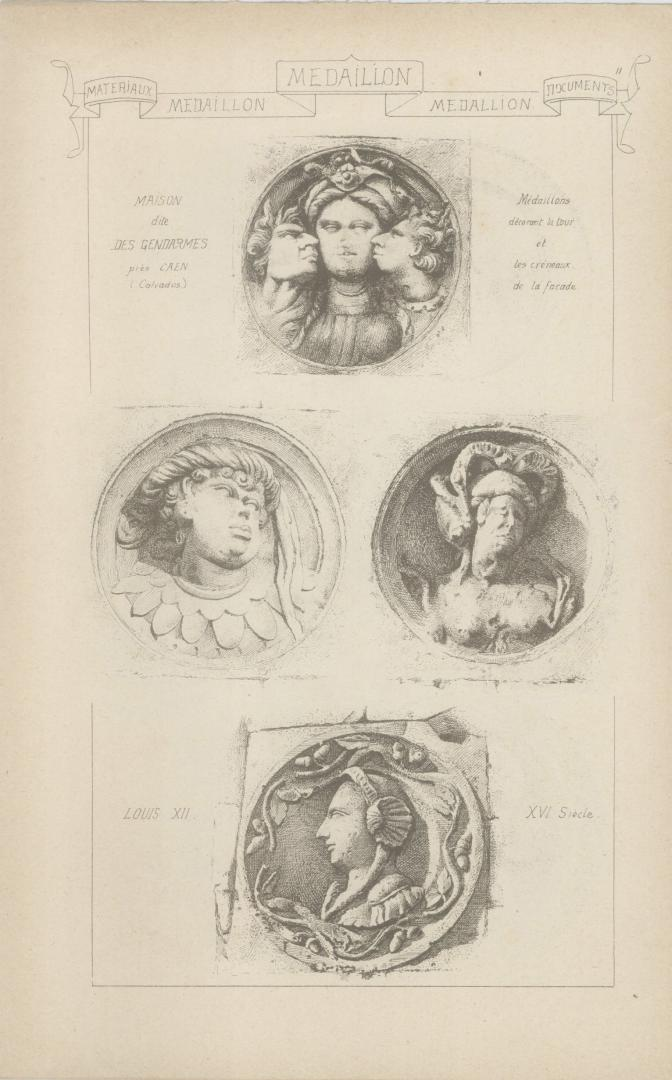
Médaillons 3.
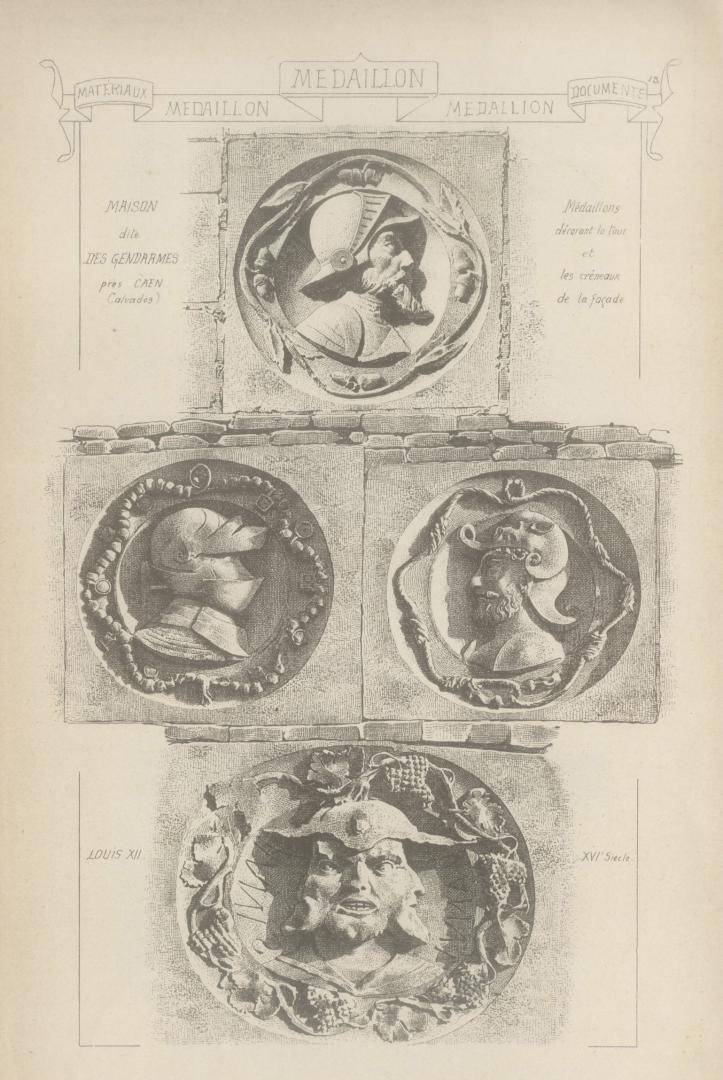
Médaillons 4.

## Dans les arts
- Adrien Dauzats
- Philippe Benoist, 1842
- Émile Thérond, 1866
- Georges Bouet
- Christian Skredsvig, Balade, 1881 et 1884
- Albert Robida, 1891
- Pierre Letellier